# International Basketball League
International Basketball League (IBL) – profesjonalna liga koszykarska w Stanach Zjednoczonych, funkcjonująca w latach 1999–2001, która miała swoją siedzibę w Baltimore, w stanie Maryland.
Pierwszy sezon nie spełnił oczekiwań założycieli pod względem frekwencji na meczach. W kolejnym sezonie z powodu problemów finansowych ligę opuściły zespoły z Baltimore oraz San Diego. W 2000 roku do ligi dołączyło natomiast kilka drużyn z ligi Continental Basketball Association, która w trakcie rozgrywek (2000/01) zawiesiła swoją działalność. Mistrzem ligi zostawała dwukrotnie drużyna St. Louis Swarm. Trzeci sezon nie został rozegrany, większość drużyn została rozwiązana, a te które trafiły do IBL z CBA, powróciły do tej drugiej. 

## Zespoły
- Baltimore Bayrunners
- Cincinnati Stuff
- Connecticut Pride
- Gary Steelheads
- Grand Rapids Hoops
- Las Vegas Silver Bandits
- New Mexico Slam
- Richmond Rhythm
- Rockford Lightning
- Trenton Shooting Stars
- St. Louis Swarm
- San Diego Stingrays
- Sioux Falls Skyforce

## Mistrzowie
- 1999-2000 - St. Louis Swarm
- 2000-2001 - St. Louis Swarm